# Hepatitis C
Hepatitis C er en smitsom sygdom forårsaget af hepatitis C-virus (HCV), der primært påvirker leveren.
Tidligt i infektionsforløbet har smittede ofte milde, eller ingen symptomer. Lejlighedsvis har de feber, mørk urin, mavesmerter, og gul farvet hud. Virussen lever videre i leveren i omkring 75 % til 85 % af alle der bliver inficeret. Tidligt i forløbet har kronisk infektion typisk ingen symptomer. Med tiden, over mange år, kan det ofte føre til leversygdom og i nogle tilfælde levercirrose (skrumpelever). Nogle patienter med skrumpelever udvikler komplikationer såsom leversvigt, leverkræft, eller esophageal og gastriske varicer. Da nogle infektioner udvikler sig til leverkræft, benævnes hepatitis C virus også som en oncovirus.
Der er ingen vaccine mod hepatitis C. Forbyggende aktiviteter omfatter skadebegrænsende indsats for mennesker, der bruger intravenøs medicin, og ved at teste donorblod. Kronisk infektion kan helbredes i omkring 90% af tiden så længe patienten bliver behandlet med medicin såsom sofosbuvir og simeprevir. Tidligere blev hepatitis C behandlet med en kombination af pegyleret interferon og ribavirin, som virkede i omkring 50%, og havde større bivirkninger. Adgang til de nyere behandlinger kan være dyrt. Dem, der udvikler skrumpelever eller leverkræft kan muligvis få brug for en levertransplantation. Hepatitis C er den hyppigste årsag til levertransplantation, selv om virus normalt opstår igen efter transplantation.
Amerikanerne Harvey J. Alter, Charles M. Rice og briten Michael Houghton fik Nobelprisen i fysiologi eller medicin i 2020 for opdagelsen af Hepatitis C virus.

## Forekomst
I Danmark regner man med at ca. 10.000 lever med hepatitis C (2021), men men næsten halvdelen ved ikke selv, at de er smittet (se dansk selskab for infektionsmedicin). Flere tusinde er blevet helbredt de foregående ca. tre år. Det anslås at omkring 130–200 millioner mennesker på verdensplan er inficeret med hepatitis C. Virussen forekommer hyppigst i Afrika og Central-og Østasien. Omkring 343.000 dødsfald tilskrives leverkræft og 358.000 dødsfald på grund af skrumpelever forårsaget af hepatitis C blev registeret i 2013 . Eksistensen af hepatitis C – oprindeligt identificerbare kun som en type af non-A, non-B hepatitis – blev foreslået i 1970'erne og dokumenteret i 1989. Hepatitis C kan kun smitte mennesker og chimpanser.

## Spredning
HCV spredes primært ved blod til blod kontakt, der er forbundet med intravenøs stofbrug, dårligt steriliseret medicinsk udstyr, nålestiksskader i sundhedsvæsenet, og blodtransfusion. Screening af blod reducerer risikoen fra en transfusion til mindre end én per to millioner. Virussen kan også sprede sig fra en smittet mor til hendes barn under fødslen. Hepatitis C spredes ikke ved normal kontakt. Det er en af fem kendte hepatitis vira: A, B, C, D, og E. Diagnosen stilles via en blodtest for at konstatere enten antistoffer til virussen eller dets RNA. Testen anbefales for alle mennesker, der er i risikogrupperne.